# 아키타견

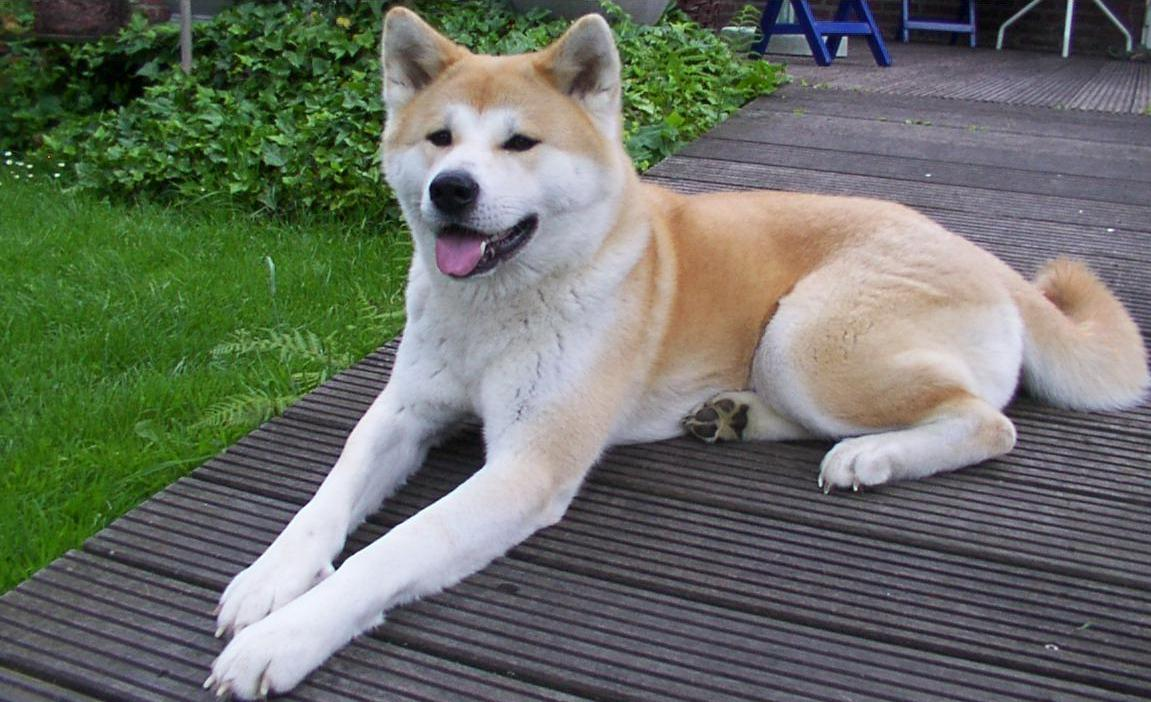
아키타견

아키타 견(일본어: 秋田犬)는 일본의 대표적 개 품종이나 역사는 짧다. 선조는 일본 아키타현 지방의 마타기라는 개로서 지방 성주들의 투견으로서 길러졌다. 그 후 도사견·그레이트 데인과 교배시켜 대형화하였다. 그러나 투견의 사회적 폐해가 커짐에 따라 투견금지령이 내려진 후 천연기념물로 지정되어 대형 일본개로서 개량이 계속되었다. 지금은 집을 지키는 개로서 키워지고 있는데 당당하고 늠름한 모습을 하고 있다. 성격이 차분하여 주인의 명령을 충실히 수행하며 감각도 예민하다.

## 대중 문화
- 충견 하치에 등장하는 견종이다.
- J리그의 구단 제프 유나이티드를 상징하는 개이기도 하다. 엠블럼에 두 마리의 아키타 개가 그려져 있으며, 마스코트인 제피(Jeffy)와 유니티(Unity) 형제도 아키타 개를 의인화한 것이다.